# Френк Гілл
Френк Беннінгтон Гілл (1941) — американський орнітолог. Найбільш знаний як автор підручника «Орнітологія» (на 2019 рік вийшло чотири перевидання).

## Біографічні деталі
Гілл виріс у Тінеку, штат Нью-Джерсі, зацікавився птахами у семирічному віці, коли його дід, Френк Рокінгем Даунінг, показав йому співочого горобця на пташиній купальні. Це був перший раз, коли він побачив птаха в бінокль, «і був просто зачарований».
Після того як Гілл здобув ступінь доктора зоології в Мічиганському університеті в 1969 році (де він також здобув ступінь бакалавра), він вступив на кафедру орнітології Академії природничих наук у Філадельфії. З 1969 по 1995 рік Гілл був штатним співробітником академії, де обіймав різні посади, включаючи посаду голови кафедри орнітології та віцепрезидента із систематики та еволюційної біології. Під час свого перебування в академії Гілл відіграв важливу роль у відновленні позицій академії як одного з провідних американських центрів орнітологічних досліджень. У 1988 році був нагороджений медаллю Айзенмана Ліннейського товариства Нью-Йорка.
Гілл був президентом Американського союзу орнітологів з 1998 по 2000 рік. Окрім його популярного підручника, опубліковані роботи Гілла включають понад 150 наукових і популярних статей. За внесок в орнітологію Гілла було відзначено премією Вільяма Брюстера. Крім того, Гілл є обраним членом Міжнародного орнітологічного конгресу, а також співавтором, разом з Мінтурном Райтом, книги «Birds of the World: Recommended English Names» (2006). З 1994 року він очолював міжнародний проєкт, метою якого було напрацювання унікальних англійських назв та авторитетної видової таксономії птахів світу.